# Ozodiceromya hoemorrhoidalis
Ozodiceromya hoemorrhoidalis är en tvåvingeart som först beskrevs av Macquart 1840.  Ozodiceromya hoemorrhoidalis ingår i släktet Ozodiceromya och familjen stilettflugor. Inga underarter finns listade i Catalogue of Life.